# Благородный пансион М. Г. Павлова
Благородный пансион профессора М. Г. Павлова — частное учебное заведение, открытое в Москве профессором Московского университета М. Г. Павловым.
С 1826 года профессор Московского университета М. Г. Павлов был инспектором университетского Благородного пансиона. После того как было принято решение о реорганизации этого пансиона и «указом 29 марта 1830 года Университетский благородный пансион преобразован в гимназию», Павлов был вынужден оставить должность инспектора и осенью 1831 года открыл свой частный пансион для воспитания юношей — на Большой Дмитровке, в усадьбе Н. А. Рудакова.
В высших классах пансиона, начиная с четвёртого преподавали и профессора Московского университета, в числе которых был сам М. Г. Павлов (физика), Н. И. Надеждин (теория поэзии), М. П. Погодин (всеобщая история), И. И. Давыдов (русская словесность).
Среди воспитанников пансиона было немало ставших впоследствии известных личностей; в их числе: А. А. Альфонский, Д. А. Валуев, Д. И. Каменский, М. Н. Катков, Д. С. Кодзоков, Д. И. Коптев, А. П. Моренгейм, В. А. Панов, А. В. Станкевич и др.